# ولادیمیر ویسوتسکی (دریاسالار)
ولادیمیر ویسوتسکی (روسی: Владимир Серге́евич Высоцкий؛ زادهٔ ۱۸ اوت ۱۹۵۴ – درگذشتهٔ ۵ فوریهٔ ۲۰۲۱)، کومارنو، استان لووف، اوکراین) یک دریاسالار روسی و فرمانده سابق ناوگان شمالی روسیه بود. وی در ۱۲ سپتامبر ۲۰۰۷ میلادی، پس‌از ولادیمیر ماسورین که در سن ۶۰ سالگی و در همان روز بازنشسته شد؛ به فرماندهی کل نیروی دریایی روسیه منصوب شد.

## یادداشت
1. ↑  در نیروی دریایی روسیه، «آدمیرال» (Адмирал) هم‌ارزِ دریاسالار (امیر سه‌ستاره) و «آدمیرال فلوتا» (Адмирал флота) هم‌ارزِ دریابُد (امیر چهارستاره) می‌باشد.